# 日本の末日聖徒イエス・キリスト教会
日本の末日聖徒イエス・キリスト教会（にほんの まつじつせいと イエスキリストきょうかい）では、20世紀初頭にアメリカ合衆国ユタ州ソルトレイクシティから日本に伝わり、全国へ広がった末日聖徒イエス・キリスト教会（通称：モルモン教）について記述する。
文化庁の『宗教年鑑』では末日聖徒イエス・キリスト教会は他のキリスト教系の新宗教と共に「新教」（プロテスタント）の項目に分類されており、平成29年（2017年）度版においては信者数12万6500人で、日本基督教団の信者数11万7773人を上回り、文化庁の分類上は事実上日本最大のプロテスタント教団となっている。また、63の家族歴史センター、232のワードおよび支部、集会所は300近い数がある。

## 日本国内における宣教師の活動
日本に末日聖徒イエス・キリスト教会が伝わったばかりの頃、宣教師のほとんどは英語圏から派遣されていたが、今日では、日本人をはじめとする、様々な国籍の宣教師も活動している。宣教師は大きく、「専任宣教師」と「夫婦宣教師」、「奉仕宣教師」の3つに区分される。専任宣教師には、原則として男性は18歳から25歳までの、女性は19歳からの健康な男女が任命される。彼らは日本全国の様々な地に赴き、男性は2年間、女性は1年間半、布教活動を行う。
活動の一環として地域社会への貢献をうたい、宣教師の無料奉仕による英会話を行っている。この「GO-EIGOミッションスクール」と称する無料教授は、日本各地に点在する末日聖徒イエス・キリスト教会の施設を利用して行われている。教授は3人から10人ほどで構成されるグループを対象に行われる。教室の中で開始と終了の際に専任宣教師による簡単な祈祷が行われたりすることがある。しかし改宗または入信を強制することはないという。

## 日本国内にある神殿

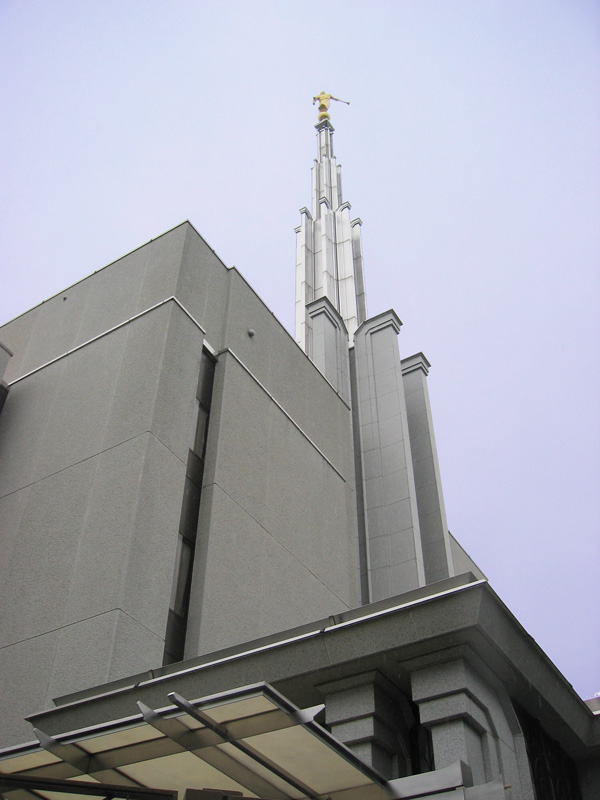
日本東京神殿（2006年）

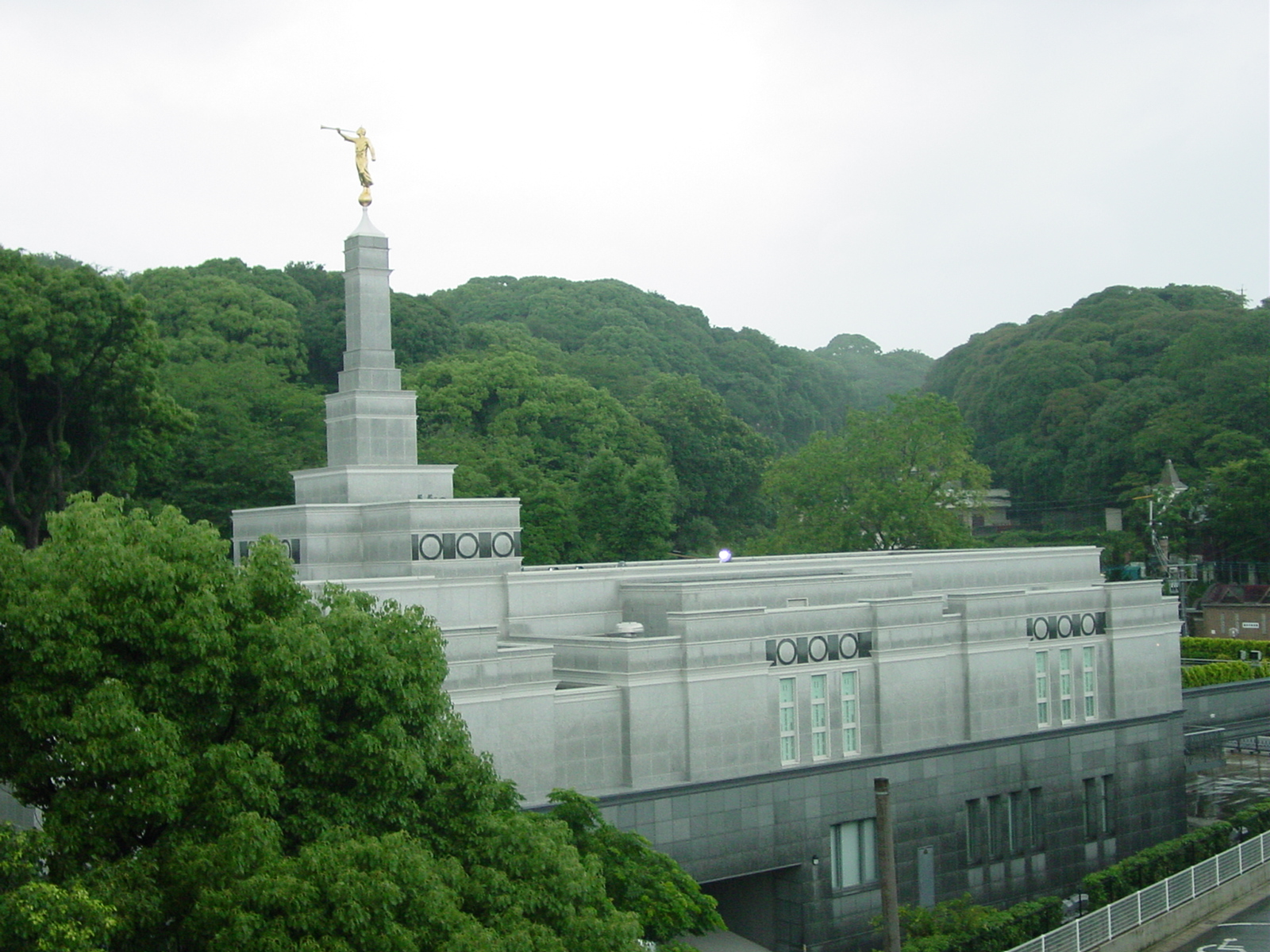
日本福岡神殿（2003年）

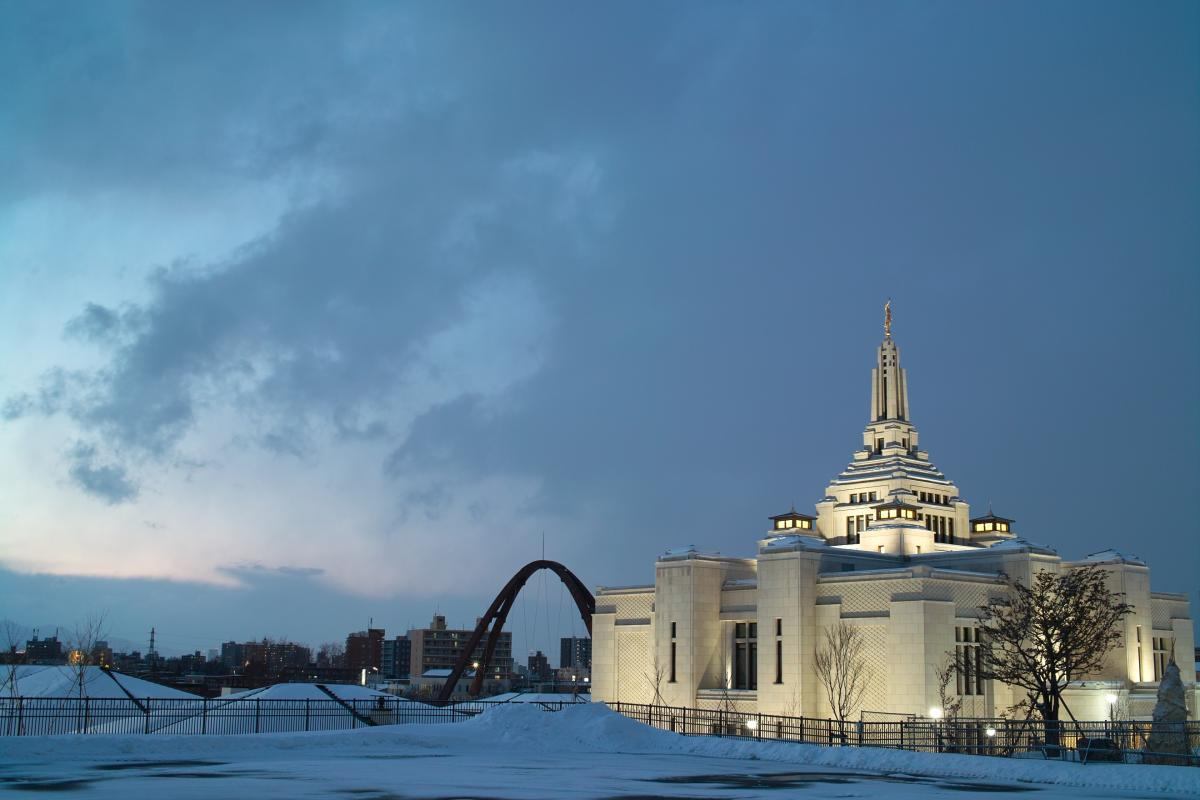
日本札幌神殿（2016年）

末日聖徒イエス・キリスト教会で「神殿」と呼ばれる建築物は、この教会の特色の一つである。同教会の信徒たちはこの建物の中で教えを受け、礼拝上の儀式を行う。教会員同士が永遠に結婚する場合はこれらの神殿で儀式を行う。2024年時点で日本国内には4つの神殿がある。2023年10月の総大会において、国内で5番目となる日本大阪神殿の建設が発表された。

### 日本東京神殿
末日聖徒イエス・キリスト教会日本東京神殿 - 1980年（昭和55年）奉献。
日本東京神殿は、末日聖徒イエス・キリスト教会がアジアで初めて建てた同教会の神殿である。末日聖徒イエス・キリスト教会として20世紀に建てた神殿の18番目になる。日本東京神殿は1975年8月9日に起工式が行われ、1980年10月27日に大管長スペンサー・W・キンボールによって奉献された。2017年9月から2022年7月まで5年間の改修工事を実施した。機械設備と耐震性のアップグレードに加え、特に洗礼室のフロア プランも改善された。建物は、渋井の日本スタイルを反映した新しい家具や調度品で改装された。照明器具は、和紙のようなガラスを使用した伝統的な障子の提灯からヒントを得た。鮮やかなカーペットは、ブライダルルームを含む伝統的な着物の模様からヒントを得た。敷地全体の周囲は新しい造園で改善された。2022年7月3日、ヘンリー・B・アイリング管長によって再奉献された。別館は、集会所、利用者の宿泊施設、到着センター、訪問者センター、家族歴史センター、地域および伝道部事務所ビル、地下駐車場を備えた新しい4階建ての施設に置き換えられた。東京都港区南麻布5丁目8-10にあり、最寄駅は地下鉄広尾駅である。

### 日本福岡神殿
末日聖徒イエス・キリスト教会日本福岡神殿 - 2000年（平成12年）奉献。
日本福岡神殿は、末日聖徒イエス・キリスト教会が建てた、同教会第88番目の神殿である。日本国内では東京神殿に次いで2番目の神殿である。日本福岡神殿は1999年3月20日に起工式が行われ、2000年6月11日に奉献された。福岡県福岡市中央区平尾浄水町9-15にあり、最寄り駅は地下鉄薬院大通駅である。神殿の隣には福岡市動植物園がある。

### 日本札幌神殿
末日聖徒イエス・キリスト教会日本札幌神殿 - 2016年（平成28年）奉献。
日本札幌神殿は、末日聖徒イエス・キリスト教会が建てた同教会151番目の神殿である。日本国内では日本福岡神殿に次いで3番目の神殿である。日本札幌神殿は2009年10月3日の同教会の総大会において同教会の大管長トーマス・S・モンソンによって建設計画が発表され、神殿竣工後の2016年8月21日に同教会の十二使徒定員会会長ラッセル・M・ネルソンによって献堂された。奉献後は一般の来訪者は建物の内部には入ることはできないが、神殿敷地内にある庭園は一般に開放されている。北海道札幌市厚別区大谷地西1丁目6-1にある。
日本札幌神殿の高さは38.7m。建物面積は約4500m2、敷地面積は約3万9700m2である。中階部分あたりまでは、どっしりとした四角形に近い形状になっており、その上の中央に、階段状の大きな塔が立っている。中央の大きな塔の周りには四つの小さな塔があり、小さな塔の屋根は、日本の五重塔の屋根に見られるような、先端が少し上にカーブした特徴的な形状になっている。神殿の外壁には厚さ4cmの中国産の御影石が使用されており、日本の伝統的な模様である青海波も刻まれている。また、窓ガラスの模様には、麻の葉や七宝の模様もモチーフとして使用されており、日本文化を思わせる雰囲気を持っている。神殿の庭園にも日本の文化的要素が取り入れられており、それは、京都などの日本の伝統的な建築を思い起こさせる石庭、石造りの橋、人工の滝や池等に見られる。また、同教会の神殿の多くに見られる特徴であるが、札幌神殿も他の神殿と同様、中央の塔の上にはラッパを持った金色の天使の像が立っており、建物の入口上部には「主の宮」「聖きを主にささぐ」の文字が刻まれている。
日本札幌神殿の竣工後数週間は、一般の来訪者に神殿内の各部屋が公開された。建物の奉献後は、同教会が発行する推薦状がなければ内部に入ることができず、一般の来訪者が神殿の内側に入ることはできない。推薦状は同教会の浸礼を受けて、教えを守って生活していることが認められた者に対してしか発行されない。同教会にとって神殿が極めて神聖な礼拝施設であると考えられているためである。しかし、一方で、建設後から奉献までの間に「オープンハウス」と呼ばれる一般公開の期間が設けられ、その期間は神殿内部を案内するツアーが催されて、一般の来訪者も簡単な説明を受けながら神殿内部の各部屋を見ることができた。ただし、建物内での写真撮影は禁止された。また、同教会は公式に撮影した神殿内部の写真や映像をメディア向けに公開しており、動画による疑似的な一般公開ツアーを同教会の公式Webサイト上に掲載したり、同教会の機関紙上でも神殿内の各部屋の写真を載せた「誌上館内ツアー」の特集を組んだり等、積極的な公開をおこなっている。2016年7月7日付の『北海道建設新聞』の記事では、同教会から提供された神殿内の部屋の写真が、一般公開の紹介とともに掲載された。
日本札幌神殿内のおもな部屋として、バプテスマ室、ホール、教えの部屋2つ、日の栄えの部屋、結び固めの部屋、花嫁の部屋がある。バプテスマ室で最も特徴的なものは、バプテスマフォント（浸礼盤）である。イメージとしては、「バプテスマ」すなわち「浸礼」をおこなうために水の張られたプールのようなもので、大人が数人入れる程の広さであり、形状は円筒状である。フォントの材質は分からないが白色または乳白色の大理石のような様相で、フォントの外壁には彫刻のような細工が施されている。フォントの下には12頭の牛の像があり、この12頭の牛は円形状に並び、それぞれが円の外側を向いて立っている。ただし、円上に等間隔ではなく、3頭ずつが少しまとまりをもって並んでいるように見える。フォントは、この円の外側を向いて立っている12頭の牛の中心に、これらの牛の背に乗るような形でつくられている。牛が立っている床にはイスラエル産のギャロタフー大理石が使用されている。牛の上に乗っているため床からフォントの上側までは少し高さがあるが、フォントへの入口や人が行き来する場所は、牛が立っている床よりも高い床になっており、高い床の縁には金色の美しい手すりが設けられている。部屋はおおよそ白を基調としているが、焦げ茶色のマホガニーのような色合いの木材が壁や天井の所々に使用され、それが均整のとれた美しい模様となっている。フォントの入口近くの壁には、キリストがヨルダン川でバプテスマのヨハネから浸礼を受けたときの様子の絵が描かれている。ただし、この部屋は生者（生きている者）が入信のために受けるバプテスマの儀式には用いられない。この部屋は、既に亡くなった先祖たちのために、信徒たちが身代わりでバプテスマを受ける際に用いられる。

### 日本沖縄神殿
末日聖徒イエス・キリスト教会日本沖縄神殿 - 2023年（令和5年）奉献。
日本沖縄神殿は、末日聖徒イエス・キリスト教会が建てた同教会第186番目の神殿である。沖縄県沖縄市松本7-11-32にある。

### 日本大阪神殿
末日聖徒イエス・キリスト教会日本大阪神殿
日本大阪神殿は、2023年10月の総大会において建設が発表された。建設時期や完成時期は未発表。建設予定地は、大阪府枚方市杉3-50-1となっている。

## 日本国内における伝道部
伝道部とは、宣教師の活動を管理し、指導する部署である。日本には現在、6カ所の伝道本部がある（2022年現在）。この他、2012年までは、中国・四国地方を担当していた日本広島伝道部も存在したが、組織の改変に伴い閉鎖され、機能を神戸伝道部へと移管した。
2019年7月にバウンドリーが変更となり日本仙台伝道部は隣接の伝道部と合併した。それに伴い日本東京伝道部の名称が日本東京北伝道部となった。
- 日本札幌伝道部
  -  北海道地方、
  - 東北地方（ 青森県・ 秋田県・ 岩手県）を担当
- 日本東京北伝道部
  - 関東地方（ 茨城県・ 栃木県・ 群馬県・ 埼玉県・ 千葉県）、 東京区部、 新潟県を担当
  - 東北地方（ 宮城県・・ 山形県・ 福島県）を担当
- 日本東京南伝道部
  -  東京多摩地域、 神奈川、 山梨県を担当
- 日本名古屋伝道部
  - 中部地方（ 富山県・ 石川県・ 福井県・ 長野県・ 岐阜県・ 静岡県・ 愛知県）、 三重県を担当
- 日本神戸伝道部
  - 近畿地方（ 滋賀県・ 京都府・ 大阪府・ 兵庫県・ 奈良県・ 和歌山県）、
  - 中国地方（ 鳥取県・ 岡山県）、
  - 四国地方（ 徳島県・ 香川県・ 愛媛県・ 高知県）を担当
- 日本福岡伝道部
  - 中国地方( 広島県 島根県・ 山口県)
  - 九州地方（ 福岡県・ 佐賀県・ 長崎県・ 熊本県・ 大分県・ 宮崎県・ 鹿児島県）、 沖縄県を担当[21]。

## 日本国内におけるステーク
地元の会員の集まりはワード、または小規模であれば支部と呼ばれ、それらの集まりがステークである。ステークとは、教会によれば、「幕」すなわち教会がステーク（杭）によって支えられるという旧約聖書の幕のたとえ（『イザヤ』54:2）に依っているという。ステークの他に、より小規模の集まりである地方部がある。地方部に属するワードは支部と呼ばれている。現在日本には28カ所のステークがある。
- 日本札幌ステーク
- 日本札幌西ステーク
- 日本旭川ステーク
- 日本仙台ステーク
- 日本東京ステーク
- 日本東京南ステーク
- 日本武蔵野ステーク
- 日本町田ステーク
- 日本千葉ステーク
- 日本松戸ステーク
- 日本横浜ステーク
- 日本藤沢ステーク
- 日本さいたまステーク
- 日本桐生ステーク
- 日本名古屋ステーク
- 日本名古屋西ステーク
- 日本静岡ステーク
- 日本金沢ステーク
- 日本京都ステーク
- 日本大阪ステーク
- 日本大阪北ステーク
- 日本大阪堺ステーク
- 日本神戸ステーク
- 日本岡山ステーク
- 日本広島ステーク
- 日本福岡ステーク
- 日本熊本ステーク
- 日本沖縄ステーク

### 地方部
- 日本釧路地方部
- 日本青森地方部
- 日本盛岡地方部
- 日本郡山地方部
- 日本新潟地方部
- 日本長野地方部
- 日本福知山地方部
- 日本山口地方部
- 日本高松地方部 (香川県・徳島県)
- 日本松山地方部 (愛媛県・高知県)
- 日本長崎地方部
- 日本鹿児島地方部
- 日本沖縄軍事地方部